# Re del mare
Re del Mare (norreno: Sækonungr) è il nome dato dai Vichinghi al più potente capitano (o ad uno dei più potenti capitani) dei pirati del tempo.
I Re del Mare potevano essere dei veri re, di Svezia (come Yngvi e Jörundr), di Danimarca o di Norvegia, o dei figli di re (come Refil), ma potevano anche essere persone che non avevano nulla sulla terraferma, come Hjörvard l'Ylfing.
Nelle saghe norrene, questi uomini senza casa sulla terra potevano diventare così potenti da sottomettere un paese e diventare loro stessi re. Due esempio sono Sölve, che uccise il re svedese Östen, e Haki, che uccise il re svedese Hugleikr. Tuttavia, in entrambi i casi essi persero il potere per mancanza di sostegno popolare.

## Elenco dei Re del Mare
Ecco l'elenco dei 75 Re del Mare secondo il Nafnaþulur (strofe 1-5):
| - Ali - Asmund - Atal - Ati - Atli - Audmund - Beimi - Beimuni - Beiti - Budli - Byrvil - Ekkil - Endill - Frodi - Eynef | - Gaupi - Gæir - Gauti - Gautrek - Geitir - Gestil - Gjuki - Glammi - Gor - Gunrod - Gylfi - Hagbard - Haki - Half - Harek | - Heiti - Hemlir - Hiorolf - Hjalmar - Hnefi - Hogne - Homar - Horvi - Hraudnir - Hraudung - Hun - Hunding - Hviting - Hæmir - Iorek | - Kilmund - Leifi - Leifnir - Lyngvi - Mævi - Mævil - Meiti - Moir - Mysing - Nori - Næfil - Ræfil - Randver - Rakni - Reifnir | - Rer - Rodi - Rokkvi - Skefil - Skekkil - Solsi - Sölve - Sorvi - Sveidi - Teiti - Thvinnil - Vandil - Vinnil - Virfil - Yngvi |